# Pingtang
Pingtang (en chino, 平塘; pinyin, Píngtáng) es un condado bajo la administración directa de la Prefectura Qiannan en la Provincia de Guizhou, República Popular China.  Su área es de  km² y su población total para 2010 superó los  mil habitantes.

## Administración
Desde julio de 2020, el condado Pingtang se divide en 11 pueblos que se administran en 1 subdistrito, 9   poblados y 1 villa étnica.